# Golpe de Estado no Catar em 1972
Golpe de Estado no Catar em 1972 foi um golpe palaciano que ocorreu no Catar em 22 de fevereiro de 1972.  O golpe de Estado não violento foi realizado pelo então herdeiro aparente e primeiro-ministro Khalifa bin Hamad Al Thani, que assumiu o controle do país enquanto seu primo, o emir Ahmad bin Ali Al Thani, estava em visita ao Irã. 
Embora muitos meios de comunicação ocidentais se referissem ao evento como um golpe, a população do Catar meramente o considerou como uma sucessão de poder. 

## Resultado
A atividade inicial do novo emir foi o processo de reorganização do governo.  Dessa forma, ocorreu uma mudança dramática na hierarquia de autoridade. Khalifa bin Hamad reduziu imensamente os poderes tradicionais concedidos ao herdeiro aparente enquanto projetava todo o poder sobre si mesmo.  Ele nomeou Suhaim bin Hamad Al Thani como Ministro das Relações Exteriores; também nomeou um conselheiro para si mesmo com relação aos assuntos do dia-a-dia.  Além disso, limitou os privilégios financeiros dos membros da família governante Al Thani. 
Após sua deposição, o antigo emir viveu no exílio em Dubai, nos Emirados Árabes Unidos  e optou por permanecer no exílio até sua morte em 1977.